# Список вулиць Києва (Ц)
Це список вулиць міста Києва, назви яких починаються на літеру Ц.
До списку входять усі урбаноніми Києва, що містяться в офіційному довіднику «Вулиці міста Києва», затвердженому 2015 року, а також у міській інформаційно-аналітичній системі забезпечення містобудівної діяльності (МІАС ЗМД) «Містобудівний кадастр Києва», довіднику «Вулиці Києва» 1995 року та атласі «Київ до кожного будинку». Назви вулиць, які відсутні в офіційному довіднику, подані курсивом. Проєктні вулиці, що мають код у кадастрі, але не мають назв, у списку не наведені.
У списку вулиці подані за алфавітом. Назви вулиць на честь людей відсортовані за прізвищем (якщо прізвище відсутнє — за іменем) і подаються у форматі Прізвище Ім'я і/або Посада. Якщо вулиця названа за цілісним псевдонімом, то сортування відбувається за першою літерою псевдоніма або імені, тобто Бориса Тена подано на літеру Б, Ганни Барвінок — на Г, Дзиґи Вертова — на Д, Івана Багряного — на І, Кузьми Скрябіна — на К, Лесі Українки — на Л, Марка Вовчка, Марка Черемшини, Миколи Хвильового і Мирослава Ірчана — на М, Олени Пчілки і Остапа Вишні — на О, Панаса Мирного — на П, Юрія Клена — на Ю, Якуба Коласа, Яна Райніса, Янки Купали і Януша Корчака — на Я. Вулиці, що мають, окрім назви, порядковий номер, відсортовані за власною назвою, наприклад 2-й Левадний провулок на літеру Л. Вулиця Радгосп «Совки» розміщена на літеру С, вулиця Міста Шалетт — на літеру Ш. Назви вулиць, що починаються на число (окрім вулиць, зазначених вище), записані словами і подані на відповідну літеру (Восьмого Березня, Першого Травня тощо).
Вулиці з назвами «Садова» (в тому числі «номерні») і лінії виділені в окремі списки.
Станом на 1 січня 2023 року в Києві 2833 урбаноніми, з них:
| - 2059 вулиць; - 533 провулки; - 77 ліній; - 59 площ і майданів; | - 32 проспекти; - 22 бульвари; - 15 узвозів; | - 12 проїздів; - 11 шосе; - 5 доріг; | - 3 алеї; - 3 набережних; - 2 тупики. |

Колір фону у списку залежить від типу урбаноніма.
Після списку існуючих вулиць наведено список зниклих вулиць (вулиць, які були ліквідовані або включені до інших вулиць протягом XX—XXI століть), а також список попередніх назв вулиць, починаючи з 1800 року. Назви перейменованих вулиць, що починаються на число (окрім вулиць, зазначених вище), записані словами і подані на відповідну літеру (Третього Інтернаціоналу, Дев'ятого Січня, Дванадцятого Грудня, Двадцять П'ятого Жовтня, Сорокаріччя Жовтня, П'ятдесятиріччя Жовтня, Шістдесятиріччя Жовтня тощо).

## Вулиці міста Києва
| Назва             | Тип   | Колишні назви                         | Район          | Місцевість          | Рік затв.         | Код об'єкта |
| ----------------- | ----- | ------------------------------------- | -------------- | ------------------- | ----------------- | ----------- |
| Цегельна          | вул.  |                                       | Дніпровський   | Микільська слобідка | сер. XX ст.       | 11814       |
| Цегельний         | пров. |                                       | Голосіївський  | Пирогів             |                   | 11815       |
| Цедіка Антона     | вул.  | Потьє Ежена                           | Шевченківський | Шулявка             | 2017              | 11349       |
| Центральна        | вул.  |                                       | Дарницький     | Осокорки            |                   | 11485       |
| Центральна        | вул.  |                                       | Дніпровський   | Райдужний масив     |                   | 12450       |
| Центральна        | вул.  |                                       | Оболонський    | Хутір Редькин       |                   | 12605       |
| Центральна        | вул.  |                                       | Шевченківський | Нивки               |                   | 12059       |
| Центральна Садова | вул.  |                                       | Дніпровський   |                     |                   | 12406       |
| Цимбалів Яр       | вул.  |                                       | Голосіївський  | Цимбалів яр         | 2-га пол. XIX ст. | 11816       |
| Цимбалів Яр       | пров. |                                       | Голосіївський  | Цимбалів яр         | 1-ша чв. XX ст.   | 11817       |
| Цитадельна        | вул.  | Цитадель І, Червоних зв'язківців      | Печерський     | Печерськ            | 1944              | 11819       |
| Ціолковського     | вул.  | Нова 250-та                           | Голосіївський  | Цимбалів яр         | 1953              | 11821       |
| Ціолковського     | пров. | Нова 250-та вул.                      | Голосіївський  | Цимбалів яр         | 1953              | 11822       |
| Цісик Квітки      | вул.  | Пушкінська, Сталінградська, Гамарника | Оболонський    | Пуща-Водиця         | 2016              | 10303       |
| Цукровий          | пров. | рос. Сахарный                         | Подільський    | Куренівка           | сер. XIX ст.      | 11823       |

## Зниклі вулиці
| Назва       | Тип    | Район        | Місцевість          | Рік зникнення | Примітка               |
| ----------- | ------ | ------------ | ------------------- | ------------- | ---------------------- |
| Цегельна    | вул.   | Московський  | Китаїв              | 1980-ті       | Назва з 1977 року      |
| Цегельна    | вул.   | Дніпровський | Микільська слобідка | 1977          | Фактично існує         |
| Цитадельний | проїзд | Печерський   | Печерськ            | 1971          | До 1955 року — Проїзд. |

## Перейменовані вулиці
| Стара назва                     | Нова назва        | Район          | Дата перейменування | Сучасна назва     |
| ------------------------------- | ----------------- | -------------- | ------------------- | ----------------- |
| Царика Григорія вул.            | Іподромний пров.  | Печерський     | 2023                | Іподромний пров.  |
| Цвєтаєвої Марини                | Екстер Олександри | Деснянський    | 2023                | Екстер Олександри |
| Церковна                        | Верхня            | Печерський     | 1952                | Верхня            |
| Церковна                        | Лейтенантська     | Кіровський     | 1940                | Болбочана Петра   |
| Церковна                        | Лейтенантська     | Печерський     | 1944                | Болбочана Петра   |
| Церковний пров.                 | Балтійська вул.   | Подільський    | 1952                | ліквідована       |
| Церковний пров.                 | Балтійський пров. | Подільський    | 1952                | Балтійський пров. |
| Церковний (Церковний 1-й) пров. | Міжгірний         | Печерський     | 1944 (1952)         | ліквідований      |
| Церковний 2-й пров.             | Верхній пров.     | Печерський     | 1952                | Верхній пров.     |
| Циганківський пров.             | Цимлянський пров. | Подільський    | 1952                | Ромський пров.    |
| Цимлянський пров.               | Ромський пров.    | Подільський    | 2022                | Ромський пров.    |
| Цілинна                         | Португальська     | Голосіївський  | 2022                | Португальська     |
| Ціолковського                   | Астрономічна      | Жовтневий      | 1965                | Астрономічна      |
| Цулукідзе                       | Забіли Наталі     | Шевченківський | 2021                | Забіли Наталі     |
| Цюрупинська                     | Дудника Георгія   | Шевченківський | 2016                | Дудника Георгія   |
|                                 |                   |                |                     |                   |